# Роберт Теппен Морріс
Роберт Теппен Морріс (англ. Robert Tappan Morris) — ад'юнкт-професор Массачусетського технологічного інституту. Більш відомий як творець першого мережевого хробака, що паралізував 2 листопада 1988 роботу шести тисяч комп'ютерів в США. Хробак Морріса читав /etc/passwd, намагаючись підібрати паролі до облікових записів. Для цього використовувалося ім'я користувача (і воно ж з буквами у зворотному порядку), а також список з 400 найбільш популярних слів. Ця атака привела до масштабного зараження всієї мережі ARPANET, і саме після цього розробники придумали /etc/shadow, а також паузи після неправильного введення пароля.
26 липня 1989 року Морріс став першим звинуваченим у комп'ютерному шахрайстві (англ. Computer Fraud) та акті зловживання (англ. Abuse Act); в 1990 році засуджений до трьох років пробації (засуджений звільняється від покарання за умови гарної поведінки; застосовується до неповнолітніх правопорушників і які вчинили злочин вперше), до 400 годин громадських робіт і оштрафований на 10 050 доларів США. Він подав апеляційну скаргу, але програв.

## Біографія
- 1983 — закінчив римо-католицьку школу Делбартон в місті Моррістаун, штат Нью-Джерсі.
- 1987 — закінчив Гарвардський університет. Виступив з ідеєю хробака при роботі з масивами.
- 1988 — дата виходу хробака Морріса (тоді він був аспірантом в університеті Корнела).
- 1989 — звинувачений у комп'ютерному шахрайстві і зловживанні законом від 1986 26 липня; перша людина, якій пред'явлені звинувачення згідно з цим законом.
- 1995 — заснував Viaweb разом з Полом Гремом, стартап компанії, що розробляє програмне забезпечення для створення інтернет-магазинів.
- 1998 — Viaweb був проданий за $ 48 млн компанії Yahoo, який перейменував програмне забезпечення в «Yahoo! Store».
- 1999 — отримав ступінь доктора філософії прикладних наук в Гарвардському університеті; призначений викладачем в Массачусетському технологічному інституті.
- 2005 — став співінвестором фонду Y Combinator разом з Полом Гремом, Тревором Блеквелом і Джесікою Лівінгстон.
- 2006 — отримав постійний контракт викладача і став технічним радником компанії Meraki.
- 2008 — дата виходу мови Arc — діалекту мови Лісп, який розроблявся разом з Полом Гремом.
- 2010 — отримав нагороду імені Марка Вейзер.